# Croix du cimetière de Malloué
La croix du cimetière de Malloué est une croix catholique située à Souleuvre en Bocage, en France.

## Localisation
La croix est située dans le département du Calvados en région Normandie sur la commune déléguée de Malloué, intégrée à la commune nouvelle de Souleuvre en Bocage depuis le 1er janvier 2016. Elle est située sur les hauteurs des gorges de la Vire, dans le cimetière communal, à proximité de l'église Notre-Dame.

## Description
La croix est datée du XVIIIe siècle.

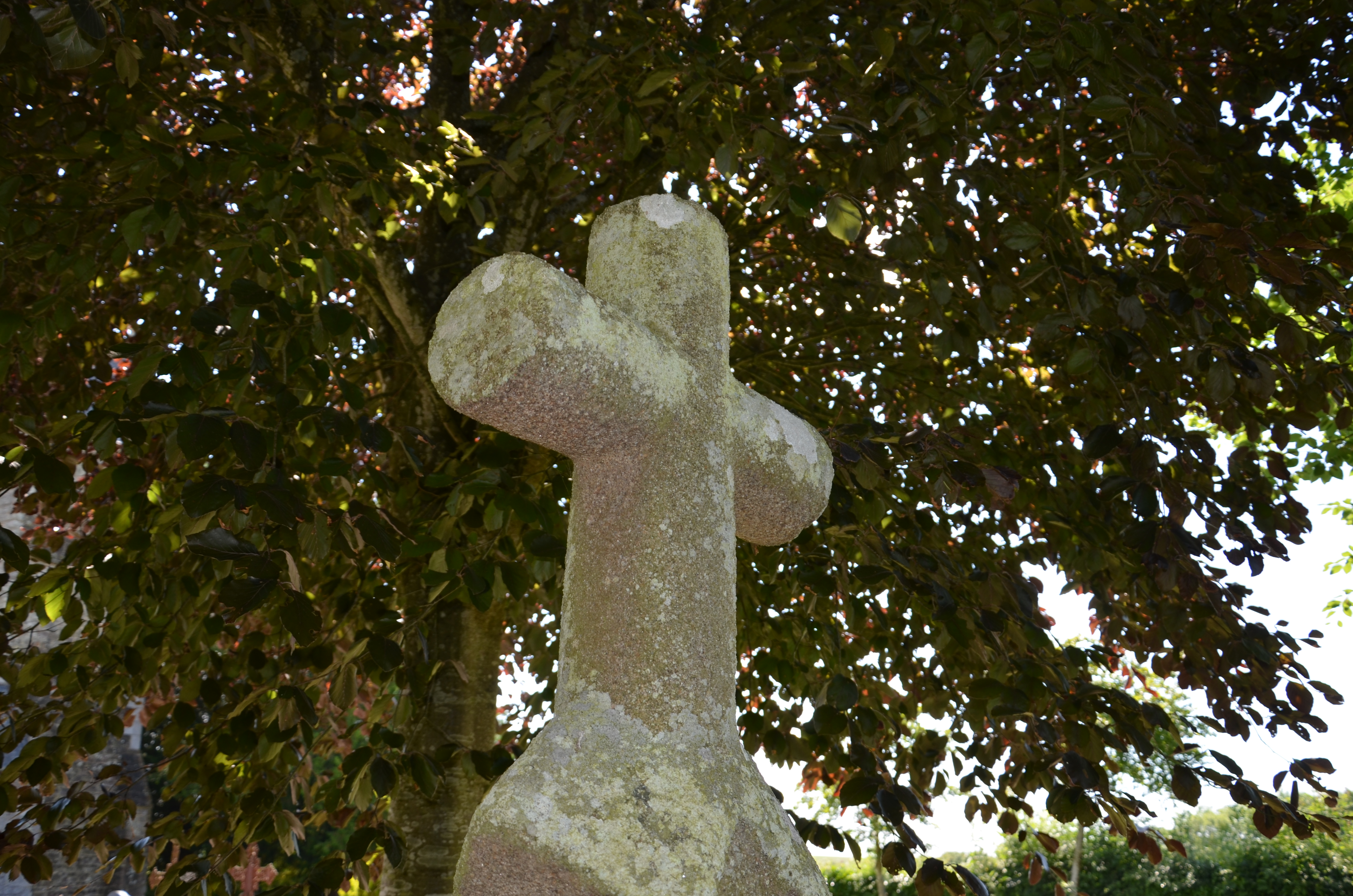
Vue supérieure de la croix.
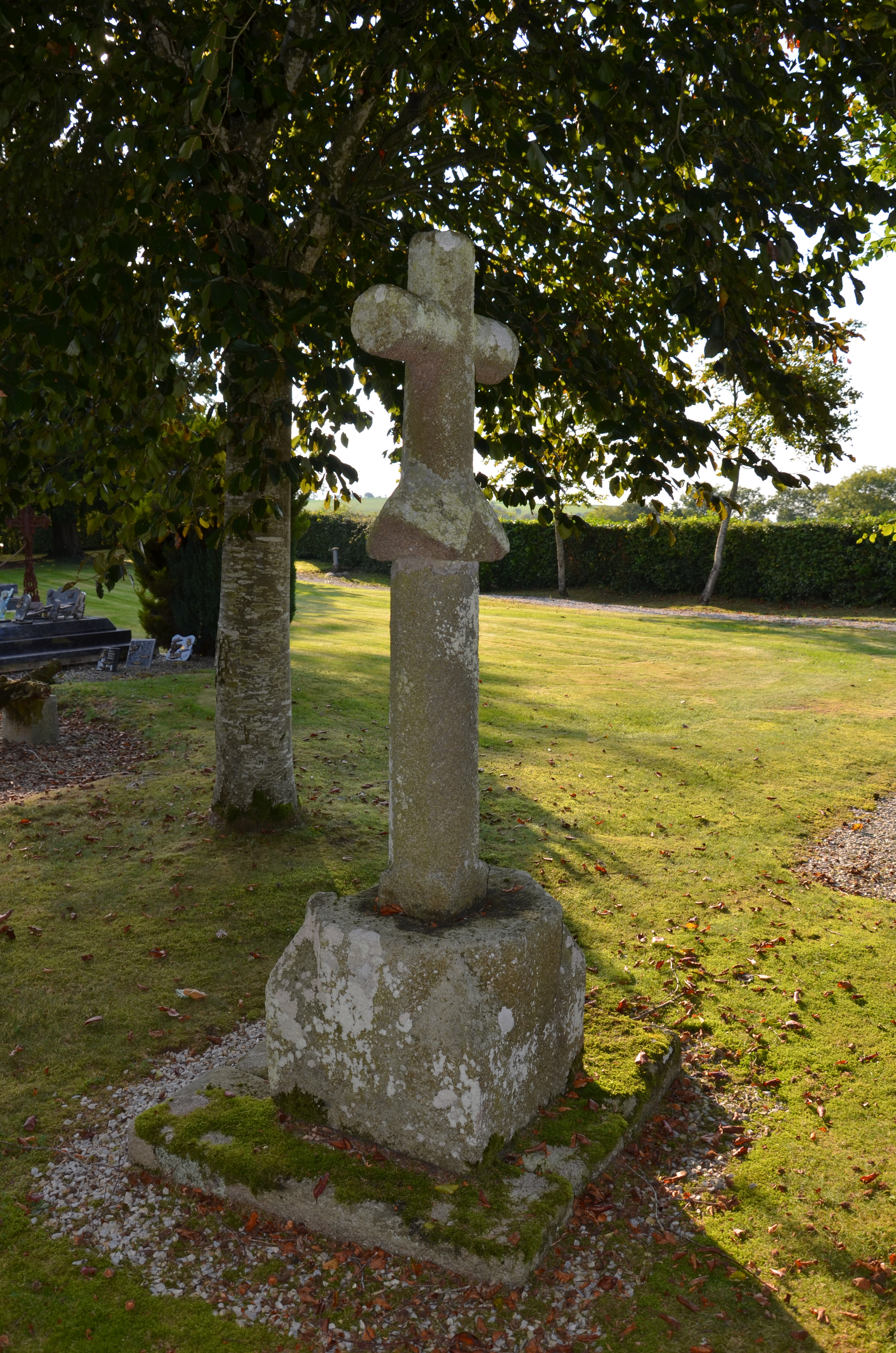
Vue d'ensemble.
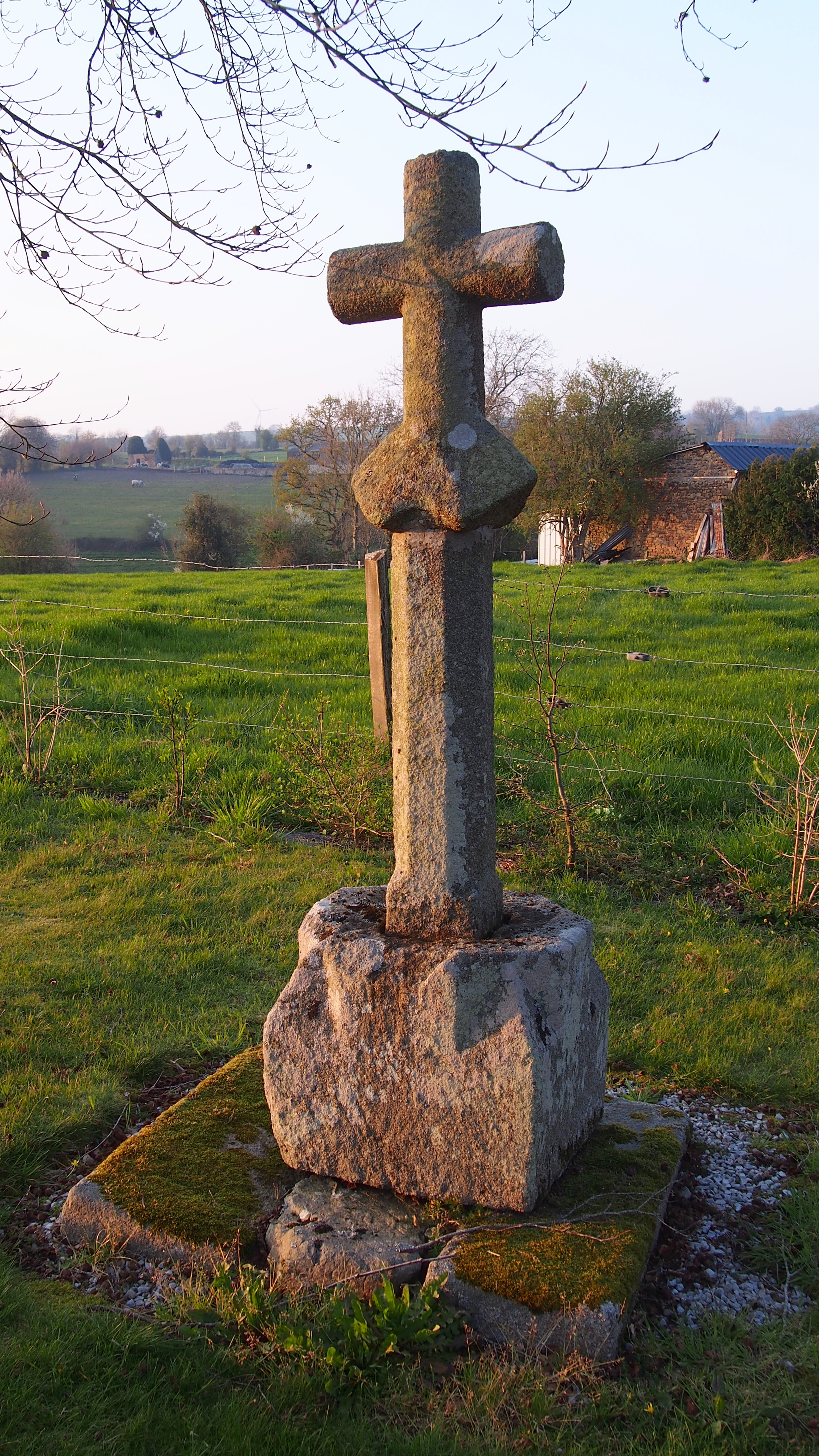
Vue d'ensemble.

## Architecture
L'édifice est inscrit au titre des monuments historiques depuis le 23 novembre 1970.